# Мелитополь (Костанайская область)
Мелитополь (каз. Мелитополь) — упразднённое село в Сарыкольском районе Костанайской области Казахстана. Исключено из учётных данных в 2023 году. Входило в состав Сорочинского сельского округа. Код КАТО — 396255300.

## Население
В 1999 году население села составляло 204 человека (91 мужчина и 113 женщин). По данным переписи 2009 года, в селе проживало 169 человек (80 мужчин и 89 женщин).